# Paul Sloane
Pour les articles homonymes, voir Sloane.
Paul Sloane est un réalisateur et scénariste américain, né le 16 avril 1893 à New York et mort le 15 novembre 1963 à Santa Monica.

## Biographie
Paul Sloane débute en 1916 comme scénariste chez Edison Studios, il écrit son premier scénario pour le film The Cossack Whip de John H. Collins. Au début des années 1920 il travaille pour Fox Film avant de rejoindre Famous Players-Lasky où il commence une carrière de réalisateur en 1925. Lorsque Cecil B. DeMille quitte Famous Players-Lasky pour créer son propre studio, Paul Sloane le suit, il tourne alors plusieurs films avec l'actrice Leatrice Joy. En 1929, il réalise notamment Hearts in Dixie, une comédie musicale dont la distribution est composée uniquement d'acteurs noirs.
En 1932, il commence à travailler sur le film 4 de l'aviation (The Lost Squadron) de RKO Pictures, mais il est finalement écarté pour des problèmes d'alcoolisme. Il est remplacé par le réalisateur George Archainbaud. Après ce fiasco, il ne tourne plus que des films de série B. Après Géronimo, le peau-rouge (1939), il disparait de l'industrie du cinéma jusqu'aux années 1950 où il tourne deux films à petit budget, Le soleil se couche à l'aube (1950) et Forever My Love (1952). Ce dernier est un film japonais tourné pour la Daiei.

## Filmographie
Sauf indication contraire, la filmographie de Paul Sloane est établie à partir de la base de données de l'American Film Institute.

### Comme réalisateur

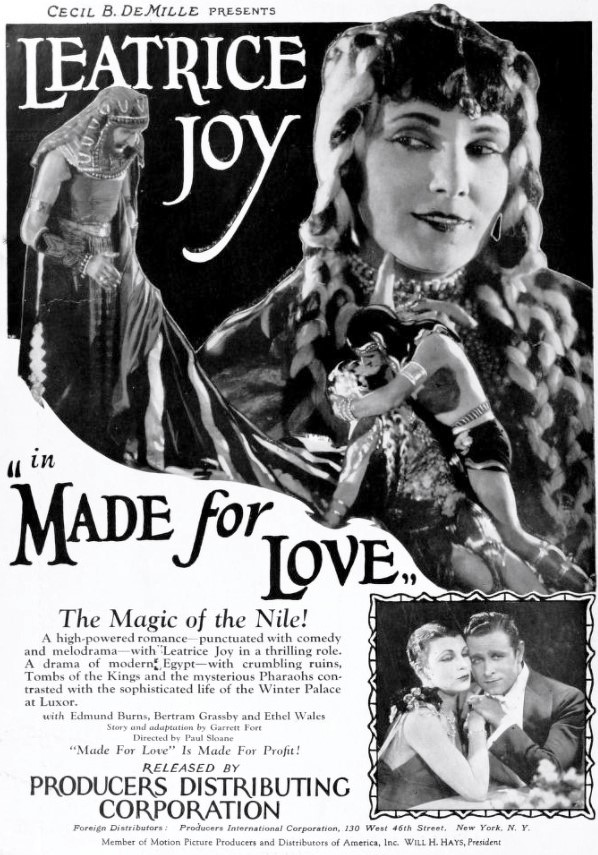
Affiche du film Le Tombeau des amants (1926).

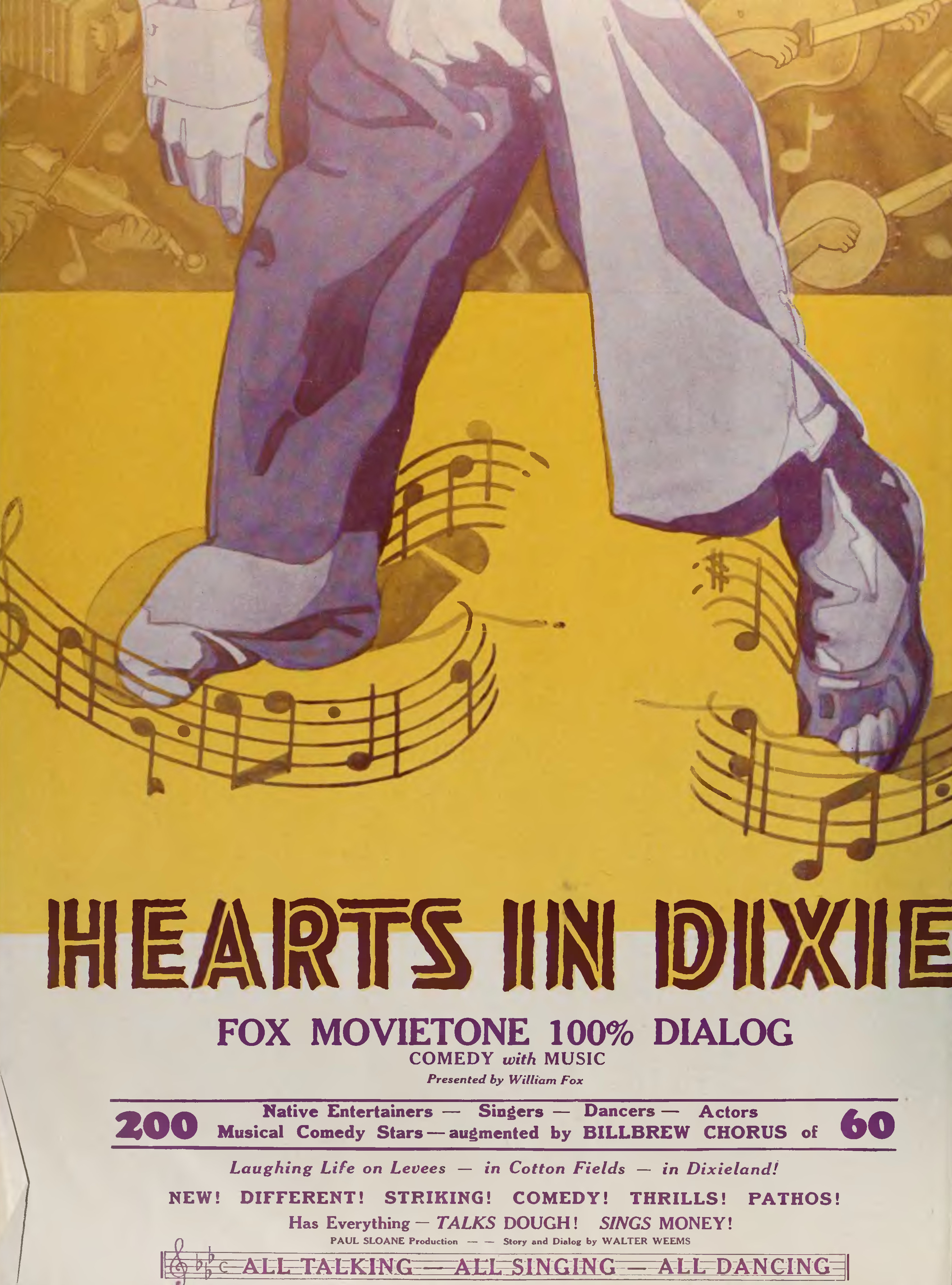
Publicité pour la comédie musicale Hearts in Dixies (1929).

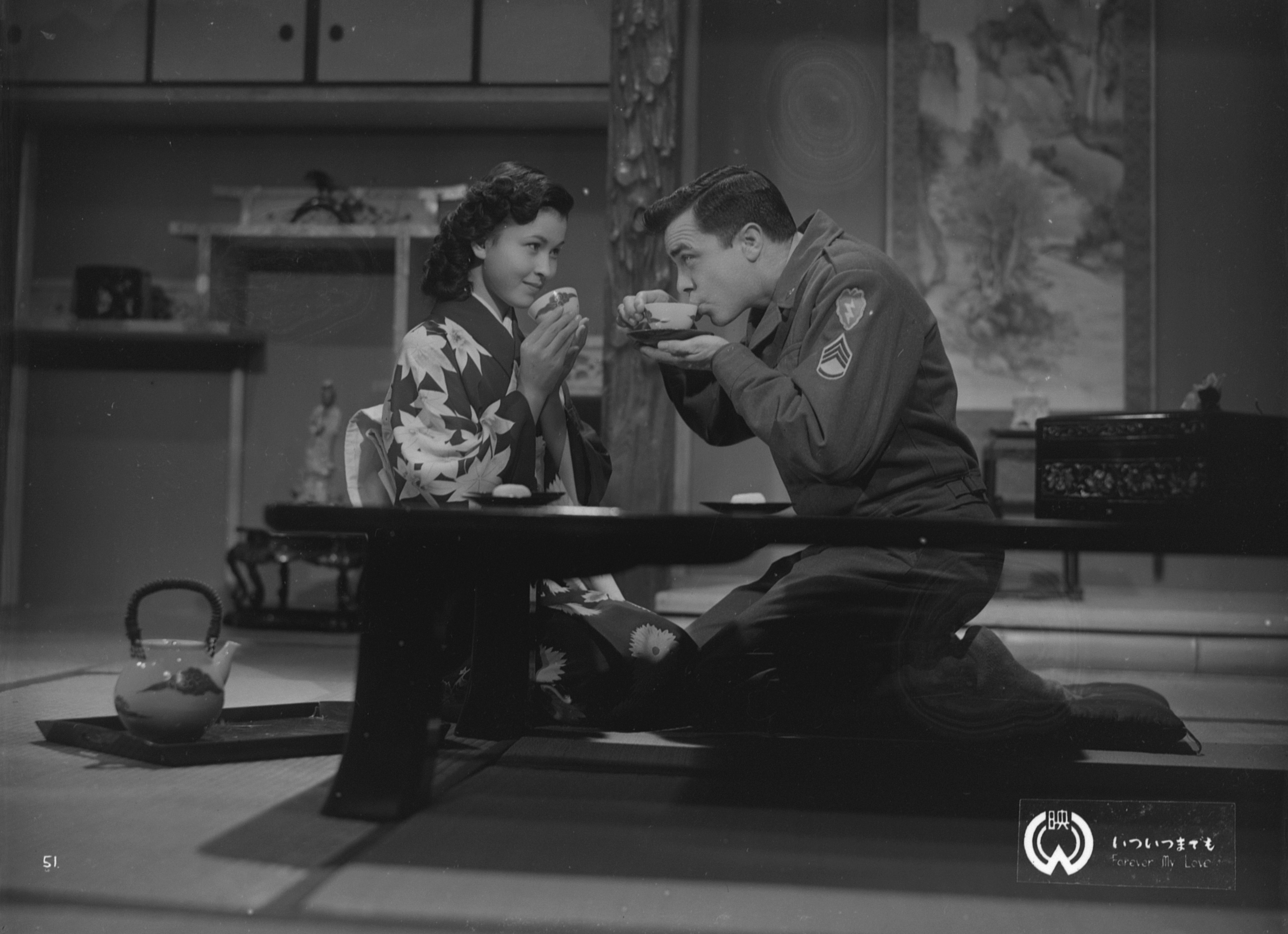
Mitsuko Kimura et Christian Drake dans Forever My Love (1952).

La mention « +scénariste » indique que Paul Sloane est aussi auteur du scénario.
- 1925 : Un homme doit vivre (A Man Must Live)
- 1925 : Trop de baisers (en) (Too Many Kisses)
- 1925 : L'Intrépide Amoureux (The Shock Punch)
- 1925 : L'Homme du ranch (en) (The Coming of Amos)
- 1926 : Corporal Kate (en) (Caporal Kate)
- 1926 : Le Tombeau des amants (Made for Love)
- 1926 : Fille d'Ève (Eve's Leaves)
- 1926 : The Clinging Vine
- 1927 : Turkish Delight
- 1928 : The Blue Danube +scénariste
- 1929 : Hearts in Dixie
- 1930 : Les Trois Sœurs (The Three Sisters)
- 1930 : Coucous (The Cuckoos)
- 1930 : Half Shot at Sunrise
- 1931 : Traveling Husbands
- 1931 : Consolation Marriage
- 1932 : Correspondant de guerre (War Correspondent)
- 1933 : Celle qu'on accuse (The Woman Accused)
- 1933 : Terreur à bord (Terror Aboard)
- 1933 : Lone Cowboy +scénariste
- 1934 : Straight Is the Way
- 1934 : Down to Their Last Yacht
- 1935 : Here Comes the Band +scénariste
- 1939 : Géronimo, le peau-rouge (Geronimo) +scénariste
- 1950 : Le soleil se couche à l'aube (The Sun Sets at Dawn) +scénariste
- 1952 : Forever My Love (いついつまでも, Itsu itsu made mo?)[2] +scénariste

### Comme scénariste
- 1916 : The Cossack Whip de John H. Collins
- 1917 : The Lady of the Photograph de Ben Turbett
- 1917 : The Royal Pauper (en) de Ben Turbett
- 1919 : The Wolf de James Young
- 1920 : The Dead Line de Dell Henderson
- 1920 : A Manhattan Knight de George Beranger
- 1920 : La Fille du fauve (The Tiger's Cub) de Charles Giblyn
- 1921 : Beyond Price de J. Searle Dawley
- 1921 : His Greatest Sacrifice de J. Gordon Edwards
- 1921 : L'Intrépide Héritière (Know Your Men) de Charles Giblyn
- 1921 : Une martyre (Thunderclap) de Richard Stanton
- 1922 : My Friend the Devil de Harry F. Millarde
- 1922 : A Stage Romance de Herbert Brenon
- 1922 : Un scandale (Without Fear) de Kenneth S. Webb
- 1922 : Shackles of Gold de Herbert Brenon
- 1922 : Le Foyer qui s'éteint (Silver Wings) de John Ford et Edwin Carewe
- 1922 : Who Are My Parents? de J. Searle Dawley
- 1922 : Le Forgeron du village (The Village Blacksmith) de John Ford
- 1922 : Ville maudite (The Town That Forgot God) de Harry F. Millarde
- 1923 : Homeward Bound de Ralph Ince
- 1923 : Quand vient l'hiver (If Winter Comes) de Harry F. Millarde
- 1923 : Son grand frère (Big Brother) d'Allan Dwan
- 1924 : The Confidence Man de Victor Heerman
- 1924 : Manhattan de R. H. Burnside (en)
- 1938 : La Ruée sauvage (The Texans) de James Patrick Hogan